# Claës Johansson Eek
Claës Johansson Eek (bland latinska formen Claudius Johannis), född 17 november 1731 i Norrköping, död 11 januari 1795 i Ödeshögs socken, var en svensk präst.
Claës Johansson Eek var son till handelsmannen Johan Eek. Han studerade vid skola i Norrköping och från 1746 i Linköping och blev 1752 student vid Uppsala universitet. Han prästvigdes 1757 och blev 1758 filosofie magister. 1757-1760 var han adjunkt i Östra Ryds församling, 1760-1767 adjunkt i Norrköping och från 1766 därefter komminister i Ödeshögs församling. Han översatte även flera arbeten av Johann Philipp Fresenius och bedrev under sin tid i Norrköping frivillig barnundervisning, vilken blev en föregångare till Swartziska friskolan. Genom sina insatser för kristendomen blev han uppmärksammad av grundarna till Pro Fide et Christianismo och invaldes där kort efter föreningens grundande. 1793 blev han vice pastor i Ödeshög.